# Long Prairie
Long Prairie és una població dels Estats Units a l'estat de Minnesota. Segons el cens del 2000 tenia 3.040 habitants.

## Demografia
Segons el cens del 2000, Long Prairie tenia 3.040 habitants, 1.229 habitatges, i 769 famílies. La densitat de població era de 495,3 habitants per km².
Dels 1.229 habitatges en un 29,6% hi vivien nens de menys de 18 anys, en un 48,6% hi vivien parelles casades, en un 9,8% dones solteres, i en un 37,4% no eren unitats familiars. En el 33,2% dels habitatges hi vivien persones soles el 19,1% de les quals corresponia a persones de 65 anys o més que vivien soles. El nombre mitjà de persones vivint en cada habitatge era de 2,36 i el nombre mitjà de persones que vivien en cada família era de 3,01.
Per edats la població es repartia de la següent manera: un 25,4% tenia menys de 18 anys, un 9,2% entre 18 i 24, un 24,5% entre 25 i 44, un 19,8% de 45 a 60 i un 21,2% 65 anys o més.
L'edat mediana era de 38 anys. Per cada 100 dones de 18 o més anys hi havia 85,1 homes.
La renda mediana per habitatge era de 28.237$ i la renda mediana per família de 35.699$. Els homes tenien una renda mediana de 31.359$ mentre que les dones 20.152$. La renda per capita de la població era de 14.386$. Entorn del 13,8% de les famílies i el 16,4% de la població estaven per davall del llindar de pobresa.

## Poblacions més properes
El següent diagrama mostra les poblacions més properes.